# Выборы в Государственную думу Российской империи IV созыва
Выборы в IV Государственную Думу Российской империи — выборы в законодательный орган Российской империи, происходившие в 1912 году. Последние выборы в законодательный орган монархической России.

## Предыстория

### III Госдума, её состав и деятельность
Депутатами третьей Государственной думы были избраны 434 человека. Из них в возрасте до 39 лет был 81 человек, 40-49 лет — 166 человек, до 60 лет — 129 человек, до 70 лет — 42 человека, старше 70 лет — 16 человек.
Высшее образование имели 230 человек, среднее — 134, низшее — 86, домашнее — 35, о двух депутатах сведений нет.
В составе Думы было 242 землевладельца, 133 земских деятеля, 79 земледельцев, 49 священников, 37 адвокатов, 36 промышленников и коммерсантов, 25 чиновников, 22 частных служащих, 22 врача, 20 учителей, 16 рабочих и ремесленников, 12 литераторов и публицистов, два инженера.
В первую сессию партийный состав выглядел следующим образом: октябристов — 154 депутата, умеренно правых −70, кадетов — 54, правых — 51, в прогрессивной группе — 28 (в том числе 7 мирнообновленцев), в национальной группе — 26, в социал-демократической фракции — 19, в трудовой группе — 14, польском коло — 11, в мусульманской группе — 8, в польско-литовско-белорусской группе — 7 депутатов. Беспартийных не было. Весь период деятельности третьей Госдумы происходила перегруппировка партийных сил.
Отсутствие однофракционного большинства обусловило зависимость судьбы голосования от октябристов, ставших «партией центра». Если они голосовали с правыми, складывалось право-октябристское большинство (около 300 человек), совместно с прогрессистами и кадетами — кадетско-октябристское (свыше 250 человек).

### Окончание работы III Госдумы
III Госдума прекратила деятельность в положенный срок (лето 1912 года). Тогда же начались выборы в IV Госдуму.

## Выборы в IV Госдуму

### Выборы
Подготовка к выборам в IV Думу началась уже в 1910 году: правительство предпринимало огромные усилия к тому, чтобы создать нужный ему состав депутатского корпуса, а также максимально задействовав на выборах священнослужителей. Оно мобилизовало силы, чтобы не допустить обострения внутриполитической обстановки в связи с выборами, провести их «бесшумно» и с помощью «нажима» на закон сохранить и даже усилить свои позиции в Думе, и не допустить её сдвиг «влево». В результате правительство оказалось в ещё большей изоляции, так как «октябристы» отныне твёрдо перешли наравне с «кадетами» в легальную оппозицию.

### Итоги выборов
Сравнить итоги выборов в I, II, III, и IV Госдумы Российской империи наглядно поможет следующая таблица:

| Партия               | I Дума   | II Дума | III Дума | IV Дума |
| -------------------- | -------- | ------- | -------- | ------- |
| РСДРП                | (10)     | 65      | 19       | 14      |
| Эсеры                | -        | 37      | -        | -       |
| Народные социалисты  | -        | 16      | -        | -       |
| Трудовики            | 107 (97) | 104     | 13       | 10      |
| Прогрессивная партия | 60       | -       | 28       | 48      |
| Кадеты               | 161      | 98      | 54       | 59      |
| Автономисты          | 70       | 76      | 26       | 21      |
| Октябристы           | 13       | 54      | 154      | 98      |
| Националисты         | -        | -       | 97       | 120     |
| Правые               | -        | -       | 50       | 65      |
| Беспартийные         | 100      | 50      | -        | 7       |